# 绢毛楼梯草
绢毛楼梯草（学名：Elatostema laxisericeum）为荨麻科楼梯草属的植物，是中国的特有植物。分布在中国大陆的云南等地，生长于海拔630米的地区，多生长于山谷林中，目前尚未由人工引种栽培。